# Curtis Axel
Pour les articles homonymes, voir Hennig.
Joseph Curtis Hennig (né le 1er octobre 1979 à Champlin), est un catcheur américain connu sous le nom de ring de Curtis Axel.  Il est notamment connu pour son travail à la World Wrestling Entertainment (WWE) de 2008 à 2020.
Il est le petit fils de Larry « The Axe » Hennig et le fils de « Mr Perfect » Curt Hennig. Il décide de suivre la même voie que son père et son grand père en 2007 et signe un contrat avec la WWE l'année suivante. 
Au cours de sa carrière, il participe en 2010 à deuxième saison de NXT sous le nom de Michael McGillicutty avant d'intégrer la Nexus / New Nexus, un clan mené d'abord par Wade Barrett puis CM Punk. En tant que membre de ce clan, il devient avec David Otunga champion par équipe de la WWE. En 2013, il change de nom de ring pour celui de Curtis Axel et devient champion intercontiental de la WWE.

## Jeunesse
Joseph Curtis Hennig est le fils du catcheur Curt Hennig aussi connu sous le nom de Mr Perfect et le petit fils de  Larry « The Axe » Hennig. Il a un frère et deux sœurs. Au lycée, il fait partie des équipes de football américain, de base-ball et de lutte. Son père ne souhaite pas qu'il devienne catcheur. Curt souhaite que son fils aille dans une université d'abord avant de l'envoyer s'entraîner à l'école de catch de Brad Rheingans (en). Il part étudier pendant deux ans au North Hennepin Community College (en) où il obtient un diplôme en management des systèmes informatique,.

## Carrière

### Débuts (2007-2008)
Peu après son apparition au cours de la cérémonie du WWE Hall of Fame le 31 mars 2007 où avec toute sa famille il représente son père décédé en 2003 ; Hennig commence à s'entraîner à la World League Wrestling auprès d'Harley Race,. Il y fait son premier match le 13 juillet de cette même année où avec Ted DiBiase, Jr. ils battent par disqualification Branden Tatum et Dinn T. Moore. Il reste dans cette fédération où il reste invaincu en match simple jusqu'au 8 mars 2008 et sa défaite face à Wade Chism,.

### World Wrestling Entertainment (2008-2020)

#### Florida Championship Wrestling (2008-2010)
En avril 2008, la World Wrestling Entertainment (WWE) engage Hennig qui rejoint la Florida Championship Wrestling (FCW) pour parfaire sa formation. Le 12 juillet, il fait équipe avec Gabe Tuft pour son premier match à la FCW où ils deviennent champion de Floride par équipe de la FCW après leur victoire sur Drew McIntyre et Stu Sanders,. Ce premier règne prend fin trois jours plus tard face à ces derniers.

#### Deuxième saison deNXT(2010)
Le 1er juin au cours du dernier épisode de la 1re saison de NXT, la WWE présente le casting de la prochaine saison. Hennig y lutte sous le nom de Michael McGuillicutty et a Kofi Kingston comme mentor.

#### The Nexus et Champion par équipe (2010-2011)

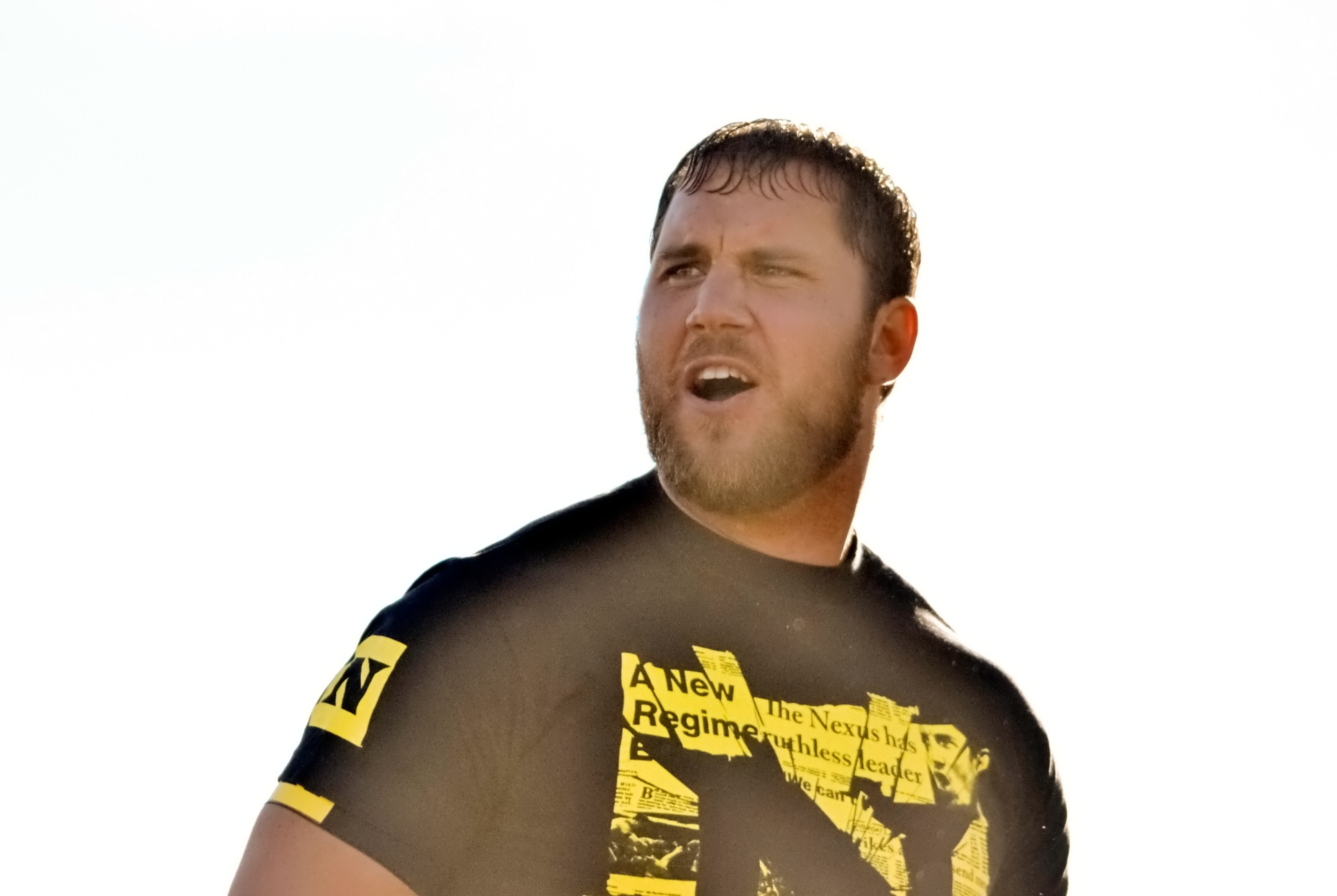
Michael McGillicutty faisant partie de la Nexus entre 2010 et 2011

Le 3 octobre lors de Hell in a Cell, lui et Husky Harris attaquent John Cena pendant son match face à Wade Barrett, lui coûtant ainsi la victoire. Peu de temps après Wade Barrett annonce que les deux hommes font officiellement partie de la Nexus.
En fin d'année, CM Punk devient le nouveau leader de la Nexus.
Le 30 janvier 2011 au Royal Rumble, il participe au 40-man Royal Rumble match, mais il se fait éliminer avec John Cena. 
Le 23 mai, lui et David Otunga battent Kane et Big Show et remportent les WWE Tag Team Championship.
La Nexus se dissout le 17 juillet à la suite du départ de CM Punk de la fédération. Néanmoins, David Otunga et McGillicutty continuent à faire équipe, jusqu'à la perte des titres par équipes face à Air Boom lors du Raw du 22 août.

#### Retour àNXT, diverses rivalités, Paul Heyman Guy et Intercontinental Champion (2011-2013)

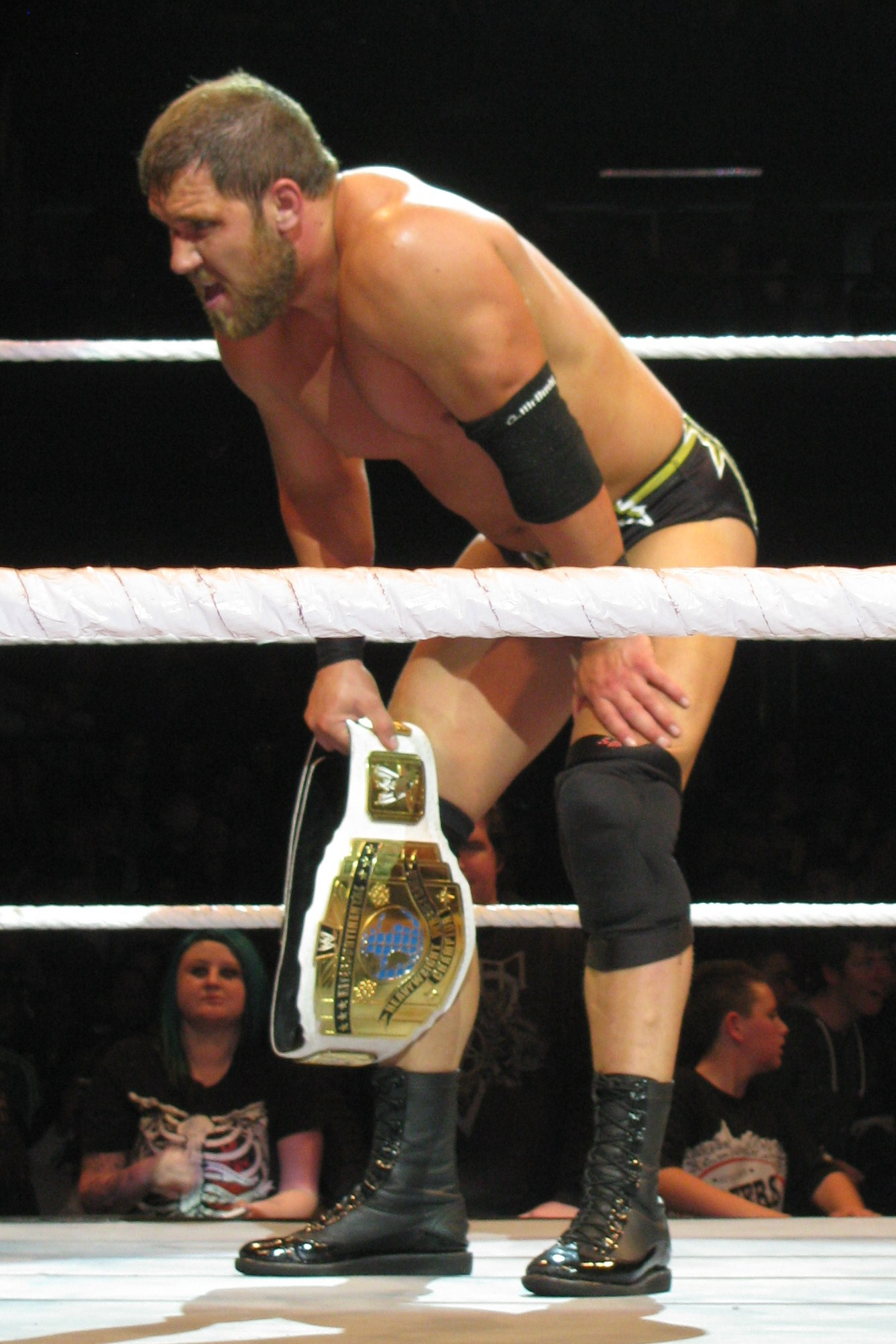
Curtis Axel en tant que champion intercontinental en 2013.

McGillicutty commence alors la compétition en solo et lutte dans différentes divisions.
Henning est ensuite managé par Paul Heyman, et change son nom pour celui de Curtis Axel, le 20 mai 2013 à Raw. Le soir même, dans le main event, il bat Triple H, ce dernier ne pouvant pas continuer le match à cause de blessures subies lors de son match la nuit dernière face à Brock Lesnar.
Lors de Payback, alors que The Miz portait sa prise de soumission, le Figure-Four Leglock, sur Wade Barrett, Curtis Axel en profite pour effectuer le tombé victorieux sur le champion, et remporte ainsi pour la première fois de sa carrière le championnat Intercontinental, titre dont son père Mr. Perfect était un grand détenteur.
Lors de Money in the Bank, il bat The Miz, puis il intervient lors du Money In The Bank Ladder Match en attaquant Daniel Bryan, puis subit un GTS de CM Punk. Lors de Night of Champions, lui et Paul Heyman gagnent contre CM Punk. Lors de Battleground, il conserve le titre Intercontinental contre R-Truth.

#### Rybaxel (2013-2014)

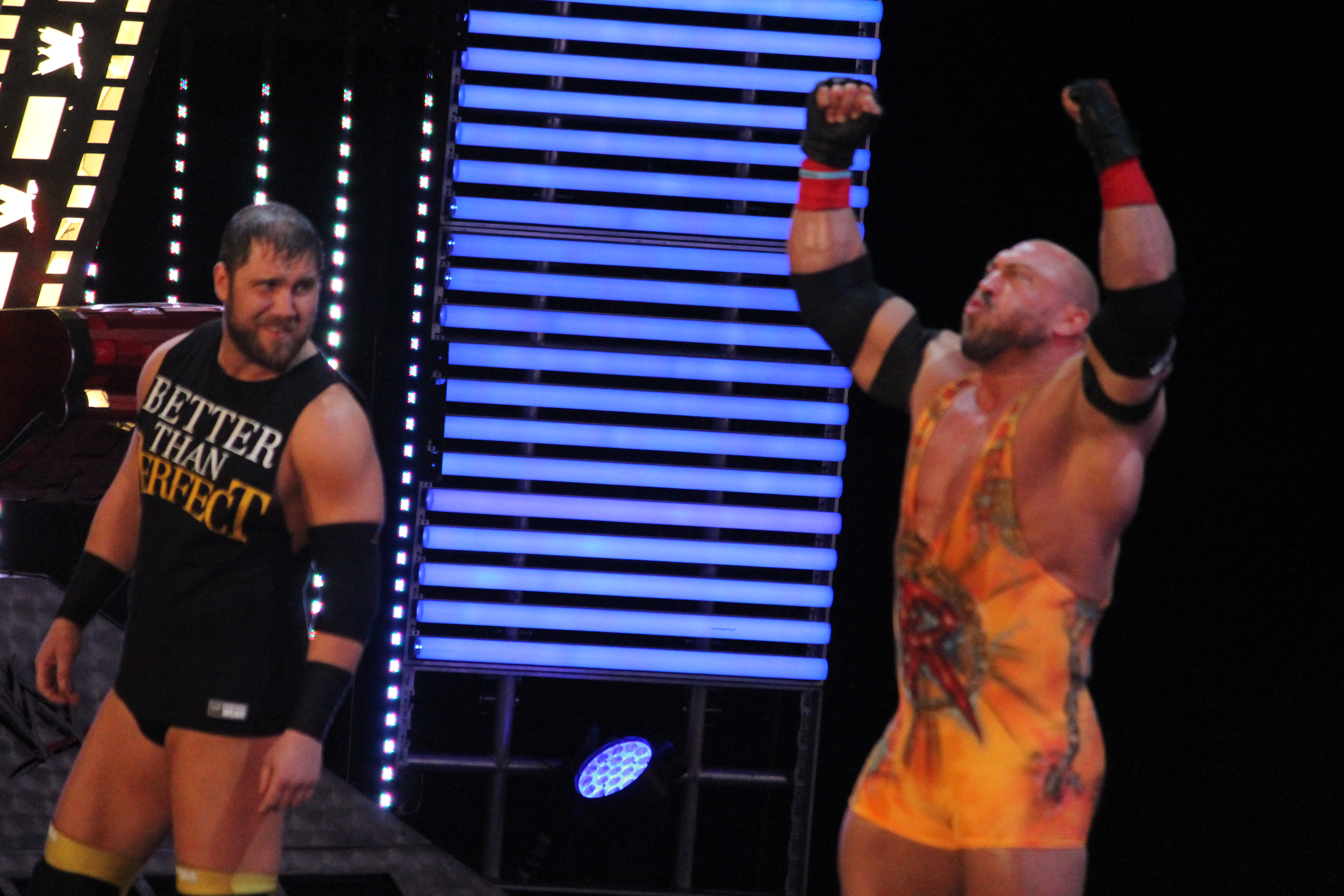
Rybaxel en avril 2014

Lors du Smackdown du 15 novembre, lui et Ryback annoncent qu'ils ne font plus alliance avec Paul Heyman. Plus tard dans la soirée, ils affrontent CM Punk et Daniel Bryan, match qui se termine par No Contest après une intervention de la Wyatt Family.
Lors du Raw du 18 novembre, Curtis Axel perd son titre Intercontinental au profit de Big E Langston. Lors des Survivor Series, il perd contre Big E Langston et ne récupère pas le titre Intercontinental. Lors de TLC, Cody Rhodes et Goldust conservent les WWE Tag Team Championship contre eux, The Real Americans et Big Show et Rey Mysterio.
Le 6 avril 2014 lors de WrestleMania XXX, ils perdent pour les WWE Tag Team Championship au profit des Usos. Los Matadores et les Real Americans faisaient également parties du combat.
Lors de Payback, ils battent Cody Rhodes et Goldust. Lors de Money in the Bank, ils perdent face à Goldust et Stardust.

#### AxelMania et The Mega Power (2014-2015)
À la suite d'une blessure de Ryback, il effectue des combats en solo à partir de septembre 2014.[réf. nécessaire]
Le 25 janvier 2015 lors du Royal Rumble, il n'a pas le temps d'entrer sur le ring qu'il se fait éliminer par Erick Rowan.
Il participe lors de WrestleMania 31 au André the Giant Memorial Battle Royal, où il se fait éliminer dès le début par tous les autres catcheurs.
Le 11 mai à Raw, pendant son combat face à Damien Sandow, les deux hommes se font attaquer par The Ascension. Ils s'allient afin d'expulser leurs deux ennemis hors du ring. Il effectue donc un Face Turn. Lors de Payback, il arrive déguisé en Hulk Hogan et il perd avec Damien Sandow, contre The Ascension.

#### Social Outcasts (2016)

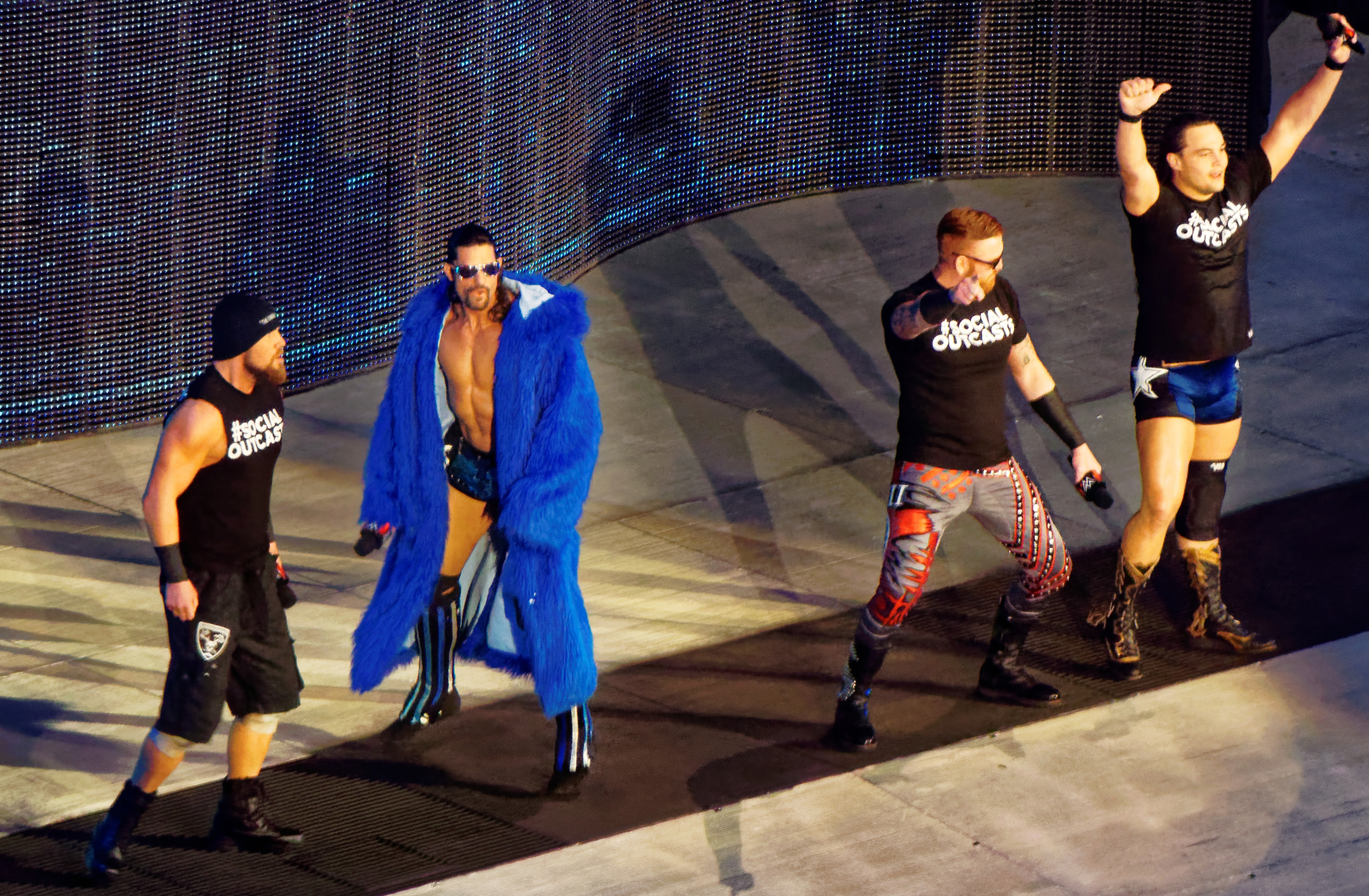
De gauche à droite : Curtis Axel, Adam Rose, Heath Slater et Bo Dallas.

Le 4 janvier 2016, il fait son entrée avec un nouveau groupe composé de Adam Rose, Bo Dallas et Heath Slater.
Le 24 janvier lors du Royal Rumble, il participe au Royal Rumble match, où il rentre en 5e position mais sans succès en se faisant éliminer par A.J Styles en 3e position.
Le 19 juillet à SmackDown, Bo Dallas et Curtis Axel sont transférés à Raw, tandis que Heath Slater n'est transféré dans aucune des deux écuries ce qui provoque donc la dissolution du groupe.

#### The Miztourage (2017-2018)
Il s'allie ensuite avec The Miz, et forme avec Bo Dallas le « Miztourage ».
Le 20 août 2017 lors de SummerSlam, il gagne avec The Miz et Bo Dallas contre Jason Jordan et The Hardy Boyz.
Le 25 février 2018 lors du kick-off d'Elimination Chamber, il perd avec Bo Dallas contre The Club.
Le 8 avril à WrestleMania 34, ils perdent la bataille royale en mémoire d'Andre The Giant au profit de Matt Hardy en se faisant éliminer par Kane.
Le 27 avril lors du WWE Greatest Royal Rumble, il entre en 4e position dans le Royal Rumble match mais se fait éliminer par Mark Henry.

#### Champion par équipe deRaw(2018)
Le 14 mai à Raw, Curtis Axel et Bo Dallas renomment leur équipe "The B-Team" et battent Breezango.
Lors d'Extreme Rules, The B-Team bat The Deleters of World (Matt Hardy-Bray Wyatt) et remporte les titres par équipe de Raw.
Lors du kickoff de SummerSlam, ils conservent leurs titres contre The Revival.
Le 3 septembre à Raw, alors qu'ils devaient défendre leurs titres par équipe contre The Revival, ces derniers sont agressés dans les vestiaires par Dolph Ziggler & Drew McIntyre qui en profitent pour prendre leurs places, battre The B-Team et remporter leurs titres par équipe de Raw mettant fin à 50 jours de règne de la B-Team.
Lors des Survivor Series, ils perdent au cours d'un 10-on-10 Elimination match avec Bobby Roode & Chad Gable, The Ascension, The Lucha House Party et The Revival contre The Usos, The New Day, The Colóns, Gallows et Karl Anderson et SAnitY en se faisant éliminer par Karl Anderson.

#### SmackDown Liveet renvoi (2019-2020)
Le 26 avril 2019 lors du Superstar Shake-Up, The B-Team est envoyée à SmackDown Live en tant que Heels.
Le 30 avril 2020, il est renvoyé par la WWE.

## Palmarès
- Florida Championship Wrestling
  - 1 fois FCW Heavyweight Champion
  - 4 fois FCW Tag Team Champion avec Gabe Tuft, Sebastian Slater, Brett DiBiase et Kaval[34]
- World Wrestling Entertainment
  - 1 fois WWE Intercontinental Champion[35]
  - 2 fois WWE (Raw) Tag Team Champion avec David Otunga (1)[36] et Bo Dallas (1)

## Récompenses des magazines
- Pro Wrestling Illustrated
  - Débutant de l'année 2008[réf. nécessaire]

| Année | 2009 | 2010 | 2011 | 2012 | 2013 | 2014 | 2015 | 2016 | 2017 | 2018 | 2019 |
| ----- | ---- | ---- | ---- | ---- | ---- | ---- | ---- | ---- | ---- | ---- | ---- |
| Rang  | 221  | 114  | 117  | 197  | 47   | 92   | 142  | 182  | 300  | 196  | 172  |